# Ommexechidae
Los omexéquidos (Ommexechidae) son una familia de insectos ortópteros celíferos. Se distribuye por América.

## Géneros
Según Orthoptera Species File (31 mars 2010):
- Aucacridinae Rehn, 1943
  - Aucacris Hebard, 1929
  - Conometopus Blanchard, 1851
  - Cumainocloidus Bruner, 1913
  - Neuquenina Rosas Costa, 1954
- Illapeliinae Carbonell & A. Mesa, 1972
  - Illapelia Carbonell & Mesa, 1972
- Ommexechinae Bolívar, 1884
  - Calcitrena Eades, 1961
  - Clarazella Pictet & Saussure, 1887
  - Descampsacris Ronderos, 1972
  - Graea Philippi, 1863
  - Ommexecha Serville, 1831
  - Pachyossa Rehn, 1913
  - Spathalium Bolívar, 1884
  - Tetrixocephalus Gurney & Liebermann, 1963